# Inés García López
Inés García López (Badalona, 1976), és una filòloga catalana, professora i traductora, especialista en literatura i cultura nòrdica, tant moderna com medieval.
Llicenciada en filologia alemanya i en psicologia per la Universitat de Barcelona i doctorada en filologia, la seva formació com a escandinavista la va dur a terme a la Mälardalens högskola de Västerås (Suècia), i posteriorment a la Universität Wien (Àustria) i a la Universitat dels Vestfirðir (Háskólasetur Vestfjarða) a Ísafjörður (Islàndia). Fruit dels seus estudis sobre les sagues i la traducció del norrè a l’anglès, va dur a terme la traducció del norrè al català de la Saga de Kormákr, per a la qual va ser la primera persona de l'Estat espanyol a rebre la beca Snorri Sturluson del Govern d’Islàndia.
A més de la indicada, destaca la seva traducció al català d’Àngels de l'univers d'Einar Már Guðmundsson, primera traducció directa de l'islandès al català.